# 王廷琬
王廷琬，直隸顺天府宛平人，清朝政治人物、进士出身。
由拔贡中举。雍正二年（1724年）甲辰科进士，改庶吉士，授翰林院編修。雍正四年十一月内，内阁学士德新等遵旨拣选引见，奉旨特授户部山东司员外郎。雍正五年六月，怡亲王等遵旨保送科道，按俸升授礼部祠祭司郎中，八月内引见，奉旨补授陕西道监察御史。本月内，怡亲王等题留户部办事，奉旨着在两处行走。六年正月初七，贵州道员缺，着各部保举郎中一员带领引见。初九日，怡亲王等遵旨保送，初十日吏部带领引见，奉旨特授贵西道。